# Primetime-Emmy-Verleihung 2011

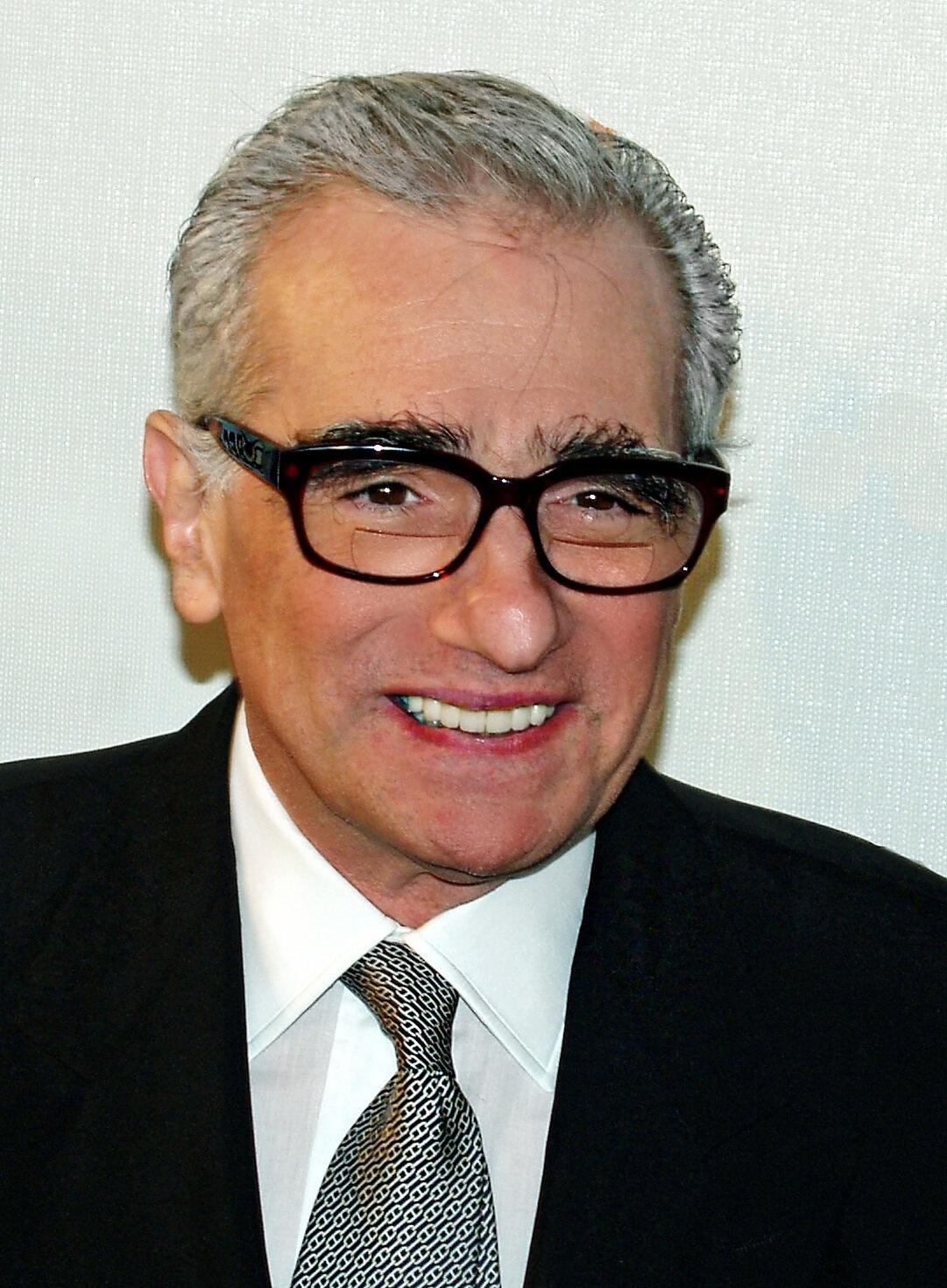
Ausgezeichnet für die beste Regie: Martin Scorsese (Boardwalk Empire)

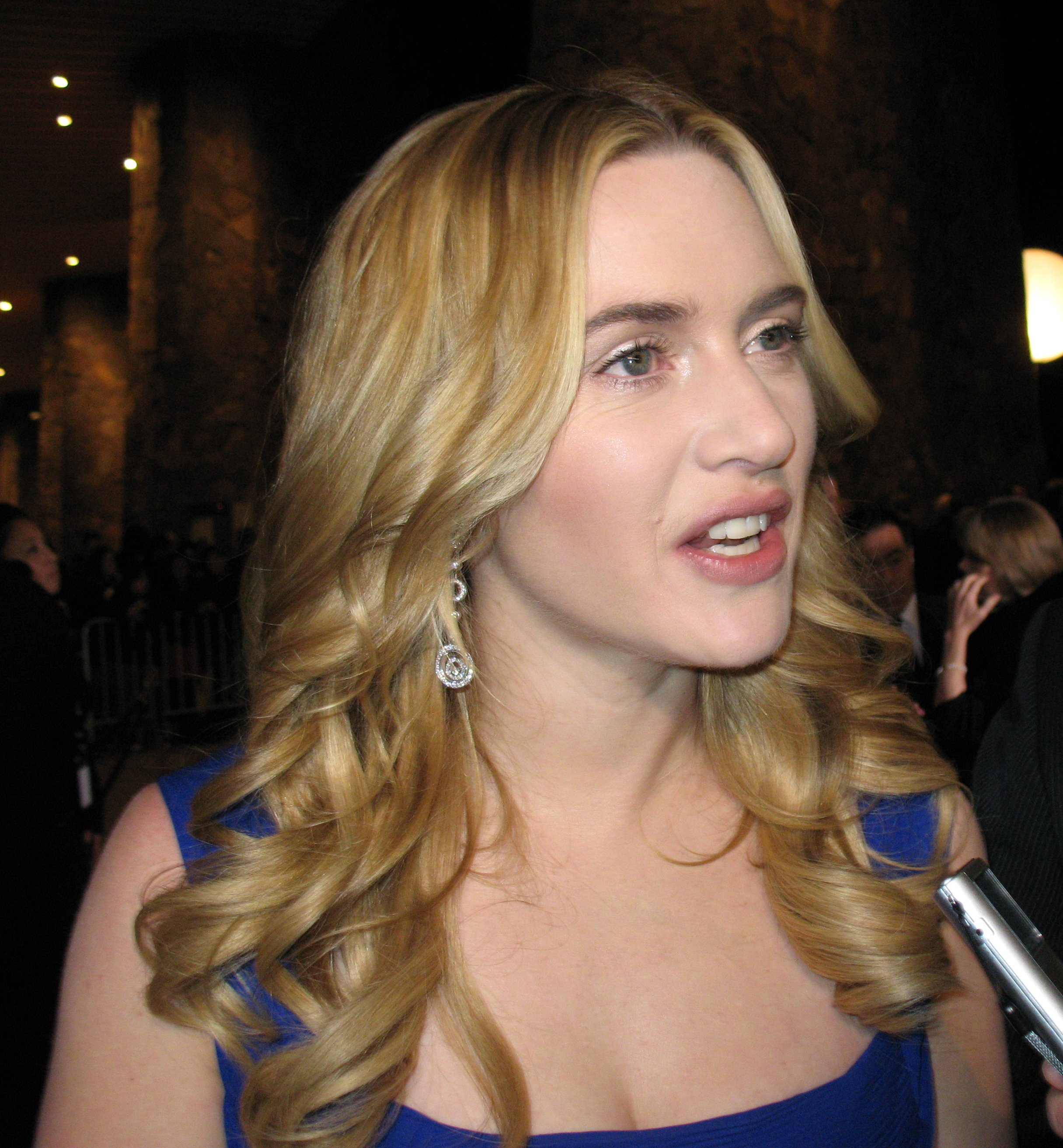
Ausgezeichnet als beste Hauptdarstellerin in einer Miniserie oder einem Fernsehfilm: Kate Winslet (Mildred Pierce)

Die 63. Emmy-Verleihung in der Sparte Prime Time (63rd Primetime Emmy Awards) fand am 18. September 2011 im Nokia Theatre in Los Angeles statt. In den Vereinigten Staaten wurde die Preisverleihung vom Sender Fox ausgestrahlt. Die Schauspielerin Jane Lynch moderierte die Veranstaltung.
Bereits am 10. September 2011 waren die Creative Arts Emmy Awards vergeben worden, die Fernsehschaffende in technischen Kategorien wie Szenenbild, Kostüme, Kamera oder Schnitt ehren.

## Überblick
Die Nominierungen waren am 14. Juli 2011 von Melissa McCarthy und Joshua Jackson im Leonard H. Goldenson Theatre bekanntgegeben worden. Berücksichtigt wurden Programme, die vom 1. Juni 2010 bis 31. Mai 2011 ausgestrahlt wurden. Die meisten Nennungen hatte im Vorfeld der Fernsehmehrteiler Mildred Pierce (21) erhalten. Die HBO-Produktion ist eine Verfilmung des gleichnamigen Romans von James M. Cain und stellt eine alleinerziehende Mutter in den Mittelpunkt (gespielt von Kate Winslet), die zur Zeit der „Großen Depression“ mit Erfolg ein Restaurant eröffnet und gleichzeitig um die Liebe ihrer Tochter (Evan Rachel Wood) buhlt. Das Buch war bereits 1945 erfolgreich von Hollywood für die Kinoleinwand adaptiert worden. Die Dramaserien Mad Men  und Boardwalk Empire kamen auf 19 bzw. 18 Nominierungen.
Als erfolgreichstes Format setzte sich bei der Verleihung die Comedy-Serie Modern Family (ABC) durch, die fünf ihrer 17 Nominierungen in Preise umsetzen konnte (u. a. beste Comedyserie, beste Nebendarsteller). Je viermal erfolgreich war der britische Fernsehmehrteiler Downton Abbey, der elf Nominierungen erhalten hatte und sich in der Kategorie Miniserie oder Fernsehfilm gegen Mildred Pierce durchsetzte. Zum vierten Mal in Folge gewann die AMC-Serie Mad Men den Preis als beste Dramaserie, während Jon Stewarts The Daily Show zum neunten Mal hintereinander als beste Varieté-, Musik- oder Comedysendung prämiert wurde.
Für einen Eklat sorgte die Nicht-Ausstrahlung eines aufgezeichneten Witzes von Alec Baldwin in Anlehnung an den News-of-the-World-Abhörskandal. Der US-amerikanische Schauspieler, in der Vergangenheit zweimal mit dem Emmy für seine Darstellung in der Comedyserie 30 Rock ausgezeichnet, blieb daraufhin der Veranstaltung fern.

## Auszeichnungen und Nominierungen (Auswahl)
Die Gewinner stehen hervorgehoben an erster Stelle.

### Dramaserie
(Outstanding Drama Series)
Mad Men (AMC)
- Boardwalk Empire (HBO)
- Dexter (Showtime)
- Friday Night Lights (The 101 Network/NBC)
- Game of Thrones (HBO)
- Good Wife (The Good Wife; CBS)

### Regie bei einer Dramaserie
(Outstanding Directing for a Drama Series)
Martin Scorsese – Boardwalk Empire (Folge: Pilotfolge; HBO)
- Patty Jenkins – The Killing (Folge: Pilotfolge; AMC)
- Neil Jordan – Die Borgias (The Borgias – Folge: The Poisoned Chalice/The Assassin; Showtime)
- Jeremy Podeswa – Boardwalk Empire (Folge: Anastasia; HBO)
- Tim Van Patten – Game of Thrones (Folge: Winter is Coming – Pilotfolge; HBO)

### Drehbuch bei einer Dramaserie
(Outstanding Writing for a Drama Series)
Jason Katims – Friday Night Lights (Folge: Always – Serienfinale; The 101 Network/NBC)
- David Benioff und D. B. Weiss – Game of Thrones (Folge: Baelor; HBO)
- André Jacquemetton und Maria Jacquemetton – Mad Men (Folge: Blowing Smoke; AMC)
- Veena Sud – The Killing (Pilotfolge; AMC)
- Matthew Weiner – Mad Men (Folge: The Suitcase; AMC)

### Comedyserie
(Outstanding Comedy Series)
Modern Family (ABC)
- 30 Rock (NBC)
- The Big Bang Theory (CBS)
- Glee (FOX)
- Das Büro (The Office; NBC)
- Parks and Recreation (NBC)

### Regie bei einer Comedyserie
(Outstanding Directing for a Comedy Series)
Michael Spiller – Modern Family (Folge: Halloween; ABC)
- Pamela Fryman – How I Met Your Mother (Folge: Subway Wars; CBS)
- Steven Levitan – Modern Family (Folge: See You Next Fall; ABC)
- Gail Mancuso – Modern Family (Folge: Slow Down Your Neighbors; ABC)
- Beth McCarthy-Miller – 30 Rock (Folge: Live Show; NBC)

### Drehbuch bei einer Comedyserie
(Outstanding Writing for a Comedy Series)
Jeffrey Richman und Steven Levitan – Modern Family (Folge: Caught in the Act; ABC)
- David Crane und Jeffrey Klarik – Episodes (Folge: Episode Seven; Showtime)
- Greg Daniels – Das Büro (The Office – Folge: Goodbye, Michael; NBC)
- Louis C. K. – Louie (Folge: Poker/Divorce; FX)
- Matt Hubbward – 30 Rock (Folge: Reaganing; NBC)

### Miniserie oder Fernsehfilm
(Outstanding Mini Series or TV Movie)
Downton Abbey (PBS)
- Cinema Verite (HBO)
- The Kennedys (ReelzChannel)
- Mildred Pierce (HBO)
- Die Säulen der Erde (The Pillars of the Earth; Starz)
- Too Big to Fail (HBO)

### Regie bei einer Miniserie, Fernsehfilm oder Dramatic Special
(Outstanding Directing for a Miniseries, Movie or a Dramatic Special)
Brian Percival – Downton Abbey (PBS)
- Olivier Assayas – Carlos – Der Schakal (Carlos; Sundance Channel)
- Todd Haynes – Mildred Pierce (HBO)
- Robert Pulcini und Shari Springer Berman – Cinema Verite (HBO)
- Curtis Hanson – Too Big to Fail (HBO)

### Drehbuch bei einer Miniserie, Fernsehfilm oder Dramatic Special
(Outstanding Writing for a Miniseries, Movie or a Dramatic Special)
Julian Fellowes – Downton Abbey (PBS)
- Heidi Thomas – Upstairs, Downstairs (BBC)
- Todd Haynes und Jonathan Raymond – Mildred Pierce (HBO)
- Peter Gould – Too Big to Fail (HBO)
- Steven Moffat – Sherlock (Folge: A Study In Pink; BBC)

### Varieté-, Musik- oder Comedysendung
(Outstanding Variety, Music or Comedy Series)
The Daily Show with Jon Stewart (Comedy Central)
- The Colbert Report (Comedy Central)
- Conan (TBS)
- Late Night with Jimmy Fallon (NBC)
- Real Time with Bill Maher (HBO)
- Saturday Night Live (NBC)

### Reality-TV-Wettbewerb
(Outstanding Reality-Competition Program)
The Amazing Race (CBS)
- So You Think You Can Dance (Fox)
- Project Runway (Lifetime)
- American Idol (FOX)
- Dancing with the Stars (ABC)
- Top Chef (Bravo)

### Reality-TV-Sendung
(Outstanding Reality Programm)
Der gefährlichste Job Alaskas (Deadliest Catch; Discovery Channel)
- Hoarders (A&E)
- Antiques Roadshow (PBS)
- MythBusters – Die Wissensjäger (MythBusters; Discovery Channel)
- Undercover Boss (CBS)
- Kathy Griffin: My Life on the D-List (Bravo)

### Kindersendung
(Outstanding Children’s Program)
A Child’s Garden of Poetry (HBO)
- Degrassi – My Body Is a Cage, Part 2 (TeenNick)
- Victorious – Freak the Freak Out (Nickelodeon)
- iCarly – iGot A Hot Room (Nickelodeon)
- Die Zauberer vom Waverly Place (Wizards of Waverly Place) – Wizards vs. Angels (Disney Channel)

### Folge einer Zeichentrickserie (unter einer Stunde)
(Primetime Emmy Award for Outstanding Animated Program (for Programming Less Than One Hour))
Futurama – Die unglaubliche Reise in einer verrückten Zeitmaschine
- The Cleveland Show – Murray Christmas
- Robot Chicken – Star Wars Episode III
- Die Simpsons – Angry Dad – The Movie
- South Park – Crack Baby Athletic Association

### Schauspielerische Leistungen

#### Hauptdarsteller in einer Dramaserie
(Outstanding Lead Actor in a Drama Series)
Kyle Chandler – Friday Night Lights (The 101 Network/NBC)
- Steve Buscemi – Boardwalk Empire (HBO)
- Michael C. Hall – Dexter (Showtime)
- Jon Hamm – Mad Men (AMC)
- Hugh Laurie – House (FOX)
- Timothy Olyphant – Justified (FX)

#### Hauptdarsteller in einer Comedyserie
(Outstanding Lead Actor in a Comedy Series)
Jim Parsons – The Big Bang Theory (CBS)
- Alec Baldwin – 30 Rock (NBC)
- Steve Carell – Das Büro (The Office; NBC)
- Louis C. K. – Louie (FX)
- Johnny Galecki – The Big Bang Theory (CBS)
- Matt LeBlanc – Episodes (Showtime)

#### Hauptdarsteller in einer Miniserie oder einem Fernsehfilm
(Outstanding Lead Actor in a Miniseries or Movie)
Barry Pepper – The Kennedys (ReelzChannel)
- Idris Elba – Luther (BBC One)
- Laurence Fishburne – Thurgood (HBO)
- William Hurt – Too Big to Fail (HBO)
- Greg Kinnear – The Kennedys (ReelzChannel)
- Édgar Ramírez – Carlos – Der Schakal (Carlos; Sundance Channel)

#### Hauptdarstellerin in einer Dramaserie
(Outstanding Lead Actress in a Drama Series)
Julianna Margulies – Good Wife (The Good Wife; CBS)
- Kathy Bates – Harry’s Law (NBC)
- Connie Britton – Friday Night Lights (The 101 Network/NBC)
- Mireille Enos – The Killing (AMC)
- Mariska Hargitay – Law & Order: New York (Law & Order: Special Victims Unit; NBC)
- Elisabeth Moss – Mad Men (AMC)

#### Hauptdarstellerin in einer Comedyserie
(Outstanding Lead Actress in a Comedy Series)
Melissa McCarthy – Mike & Molly (CBS)
- Edie Falco – Nurse Jackie (Showtime)
- Tina Fey – 30 Rock (NBC)
- Laura Linney – The Big C (Showtime)
- Martha Plimpton – Raising Hope (Fox)
- Amy Poehler – Parks and Recreation (NBC)

#### Hauptdarstellerin in einer Miniserie oder einem Fernsehfilm
(Outstanding Lead Actress in a Miniseries or a Movie)
Kate Winslet – Mildred Pierce (HBO)
- Taraji P. Henson – Taken from Me: The Tiffany Rubin Story (Lifetime)
- Diane Lane – Cinema Verite (HBO)
- Elizabeth McGovern – Downton Abbey (PBS)
- Jean Marsh – Upstairs, Downstairs (BBC)

#### Nebendarsteller in einer Dramaserie
(Outstanding Supporting Actor in a Drama Series)
Peter Dinklage – Game of Thrones (HBO)
- Andre Braugher – Men of a Certain Age (TNT)
- Josh Charles – Good Wife (The Good Wife; CBS)
- Alan Cumming – Good Wife (The Good Wife; CBS)
- Walton Goggins – Justified (FX)
- John Slattery – Mad Men (AMC)

#### Nebendarsteller in einer Comedyserie
(Outstanding Supporting Actor in a Comedy Series)
Ty Burrell – Modern Family (ABC)
- Chris Colfer – Glee (FOX)
- Jon Cryer – Two and a Half Men (CBS)
- Jesse Tyler Ferguson – Modern Family (ABC)
- Ed O’Neill – Modern Family (ABC)
- Eric Stonestreet – Modern Family (ABC)

#### Nebendarsteller in einer Miniserie oder einem Fernsehfilm
(Outstanding Supporting Actor in a Miniseries or Movie)
Guy Pearce – Mildred Pierce (HBO)
- Paul Giamatti – Too Big to Fail (HBO)
- Brían F. O’Byrne – Mildred Pierce (HBO)
- Tom Wilkinson – The Kennedys (ReelzChannel)
- James Woods – Too Big to Fail (HBO)

#### Nebendarstellerin in einer Dramaserie
(Outstanding Supporting Actress in a Drama Series)
Margo Martindale – Justified (FX)
- Christine Baranski – Good Wife (The Good Wife; CBS)
- Michelle Forbes – The Killing (AMC)
- Christina Hendricks – Mad Men (AMC)
- Kelly Macdonald – Boardwalk Empire (HBO)
- Archie Panjabi – Good Wife (The Good Wife; CBS)

#### Nebendarstellerin in einer Comedyserie
(Outstanding Supporting Actress in a Comedy Series)
Julie Bowen – Modern Family (ABC)
- Jane Krakowski – 30 Rock (NBC)
- Jane Lynch – Glee (FOX)
- Sofía Vergara – Modern Family (ABC)
- Betty White – Hot in Cleveland (TV Land)
- Kristen Wiig – Saturday Night Live (NBC)

#### Nebendarstellerin in einer Miniserie oder einem Fernsehfilm
(Outstanding Supporting Actress in a Miniseries or Movie)
Maggie Smith – Downton Abbey (PBS)
- Eileen Atkins – Upstairs, Downstairs (BBC)
- Melissa Leo – Mildred Pierce (HBO)
- Mare Winningham – Mildred Pierce (HBO)
- Evan Rachel Wood – Mildred Pierce (HBO)

### Gastdarsteller

#### Gastdarsteller in einer Dramaserie
(Outstanding Guest Actor in a Drama Series)
Paul McCrane – Harry’s Law (Folge: With Friends Like These; NBC)
- Beau Bridges – Brothers & Sisters (Folge: Brody; ABC)
- Jeremy Davies – Justified (Folge: Reckoning; FX)
- Bruce Dern – Big Love (Folge: D.I.V.O.R.C.E.; HBO)
- Michael J. Fox – Good Wife (The Good Wife – Folge: Real Deal; CBS)
- Robert Morse – Mad Men (Folge: Blowing Smoke; AMC)

#### Gastdarsteller in einer Comedyserie
(Outstanding Guest Actor in a Comedy Series)
Justin Timberlake – Saturday Night Live (Folge: Host: Justin Timberlake; NBC)
- Will Arnett – 30 Rock (Folge: Plan B; NBC)
- Matt Damon – 30 Rock (Folge: Double-Edged Sword; NBC)
- Idris Elba – The Big C (Folge: Blue-Eyed Iris; Showtime)
- Zach Galifianakis – Saturday Night Live (Folge: Host: Zach Galifianakis; NBC)
- Nathan Lane – Modern Family (Folge: Boys’ Night; ABC)

#### Gastdarstellerin in einer Dramaserie
(Outstanding Guest Actress in a Drama Series)
Loretta Devine – Grey’s Anatomy (Folge: This is How We Do It; ABC)
- Cara Buono – Mad Men (Folge: Chinese Wall; AMC)
- Joan Cusack – Shameless (Folge: Frank Gallagher: Loving Husband, Devoted Father; Showtime)
- Randee Heller – Mad Men (Folge: The Beautiful Girls; AMC)
- Mary McDonnell – The Closer (Folge: Help Wanted; TNT)
- Julia Stiles – Dexter (Folge: In the Beginning; Showtime)
- Alfre Woodard – True Blood (Folge: Night on the Sun; HBO)

#### Gastdarstellerin in einer Comedyserie
(Outstanding Guest Actress in a Comedy Series)
Gwyneth Paltrow – Glee (Folge: The Substitute; FOX)
- Elizabeth Banks – 30 Rock (Folge: Double-Edged Sword; NBC)
- Kristin Chenoweth – Glee (Folge: Rumours; FOX)
- Tina Fey – Saturday Night Live (Folge: Host: Tina Fey; NBC)
- Dot Jones – Glee (Folge: Never Been Kissed; FOX)
- Cloris Leachman – Raising Hope (Folge: Don't Vote for this Episode; FOX)